# 3860 Plovdiv
3860 Plovdiv (1986 PM4) là một tiểu hành tinh vành đai chính được phát hiện ngày 8 tháng 8 năm 1986 bởi E. W. Elst và Ivanova Elst ở Rozhen.